# Rhamnus persicifolia
Rhamnus persicifolia är en brakvedsväxtart som beskrevs av Giuseppe Giacinto Moris. Rhamnus persicifolia ingår i släktet getaplar, och familjen brakvedsväxter. Inga underarter finns listade i Catalogue of Life.